# Vankóné Dudás Juli Emlékház
A Vankóné Dudás Juli Emlékház Galgamácsa egyetlen múzeuma, amelynek egy 1905-ben épült parasztház ad otthont. A kiállításon megtalálhatóak a múzeum létrehozását kezdeményező Vankóné Dudás Juli (1919–1984) Galgamácsa hagyományát, színpompás viseletét, az év ünnepeit és jeles eseményeit ábrázoló festményei; a naiv festő munkái mellett a jellegzetes paraszti életmód tárgyai is ki vannak állítva az emlékházban. A falumúzeumi gyűjtemény szakmai munkáját korábban a Galgamente falumúzeumait felügyelő aszódi Petőfi Múzeum ellenőrizte.

## Az épület
A kiállításnak otthont adó épület Galgamácsán, a település főutcáján, a Petőfi út 7. szám alatt található; 1905-ben építették fel. Hossztengelyes, szelemengerendás, előrenyúló deszkaoromzattal rendelkező, cseréppel fedett épület, amelyben a fűrészelt deszkadíszítéssel ellátott, fából készült oszlopok tartják a tornác fölé kiugró gerendázatot. Az épület és a tornác döngölt föld padozattal rendelkezett, amelyet egy felújítás alkalmával téglával lapoztak le. A fagerendás mennyezettel rendelkező ház alapzata részben kőből, felmenő falai pedig vert falból készültek. 
Az épületet a Kurucz család építette és lakta hosszú időn keresztül. Jómódú középparasztok voltak, akik 15-20 hold földdel rendelkeztek; az építtető fiát egykor a falu bírájává is kinevezték. A Kisnémedi-patakig terjedő telekrészen konyhakert, gyümölcsös és szérűskert helyezkedett el, amit később átalakítottak szabadtéri színpaddá és nézőtérré. A főépülettel szemben két kisebb épület is található, amik korábban mint nyári konyha, pince és kamra szolgáltak. A hengeres kút melletti kemencét utólag építették fel, jelenleg újraépítésre vár. A kút mellett épített fészert a közelmúltban építették különböző mezőgazdasági eszközök tárolásának és bemutatásának céljával.

## A kiállítás
Az emlékház belső elrendezésében a fő hangsúlyt Vankóné Dudás Juli (1919–1984) helyi naiv festő alkotásai, festményei, festett tányérjai kapják. Ezenkívül a múzeumban berendezett lakásbelső és korabeli használati tárgyak is találhatóak. A korábban lóistállónak használt teremben híres fotóművészek Vankóné Dudás Juliról készült portréi vannak kiállítva. A fészerben és az egykori takarmányosban pedig gazdasági és a földművelés eszközeit helyezték el. A tájház 1989-ben vette fel a híres népművész nevét. Az emlékház minden évben március 15. és október 31. között, szombaton és vasárnap 14–18 óra közt látogatható. Fűthetőség hiányában a múzeum a téli időszak ideje alatt zárva tart.
- Galéria